# MOWAG Piranha V
MOWAG Piranha V je švýcarský obrněný transportér a zatím (2022) se jedná o nejnovějšího člena rodiny kolových obrněných transportérů MOWAG Piranha. Navržený byl společností General Dynamics European Land Systems - Mowag GmbH a výroby zajišťuje MOWAG, resp. rumunská firma ROMARM.

## Design

### Pohon

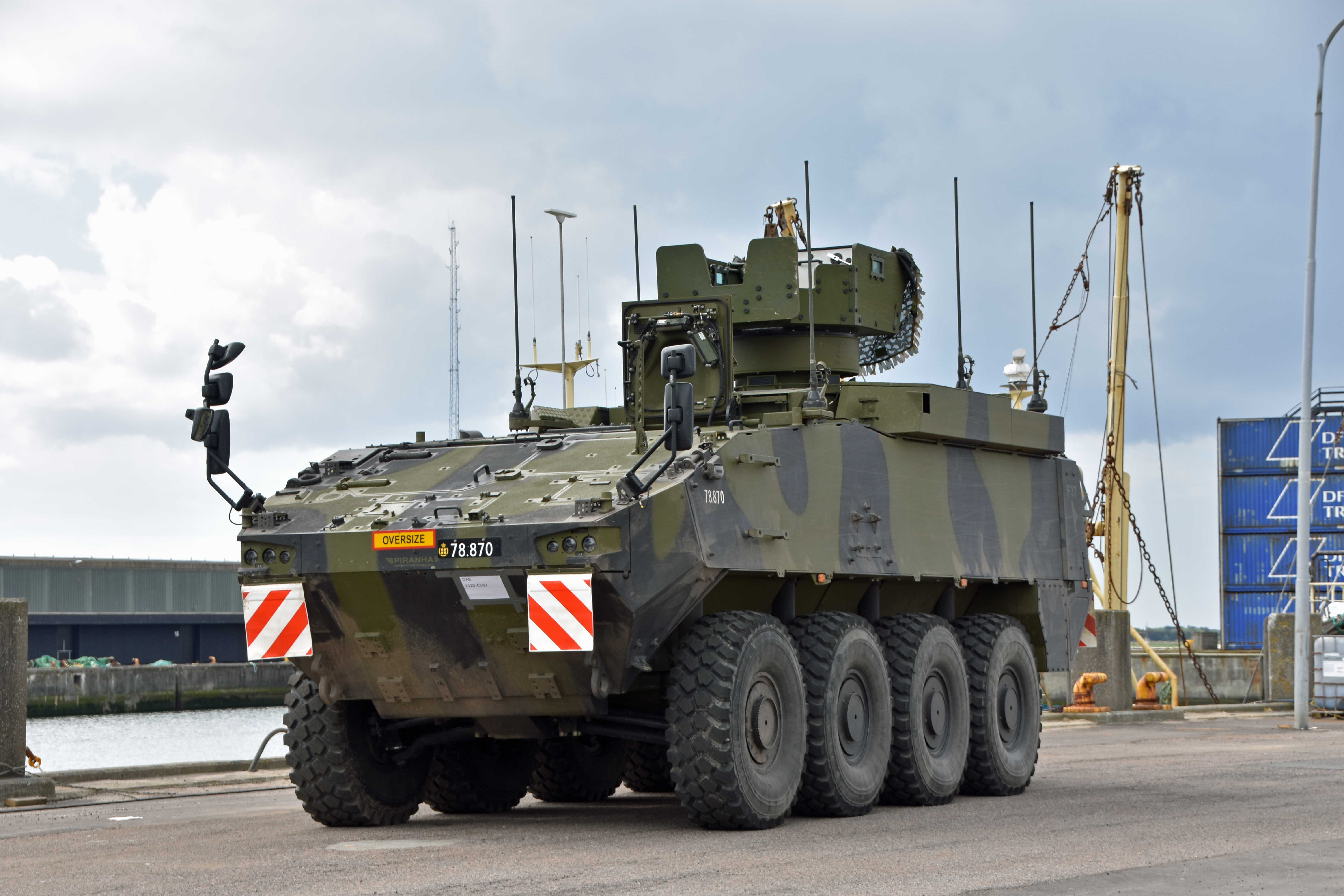
Dánské vozidlo Piranha V

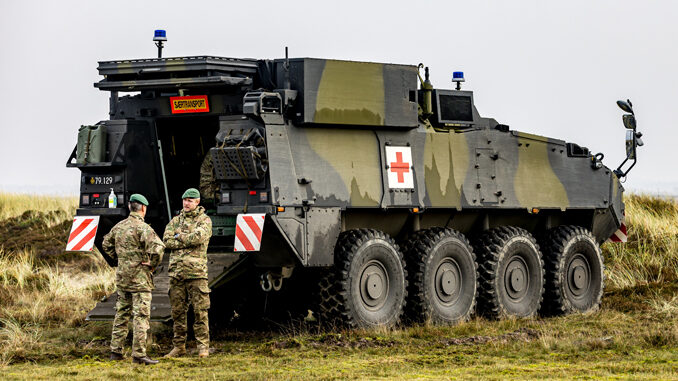
Dánské zdravotnické vozidlo Piranha V

O mobilitu vozidla se stará dieselový motor MTU 6V199 TE21 vyvíjející výkon 430 kW, nebo Scania DC13 s obdobným výkonem. Zajišťují tak obrněnci maximální rychlost až 100 km/h na souši na zpevněných cestách a 10 km/h ve vodě a dojezd až 1000 km. Díky svým rozměrům je přepravitelný letouny Airbus A400M.

### Pancéřování
Standardní pancéřování se nachází na úrovni STANAG 4569 level 4, tzn. ochranu proti střelám do ráže 14,5 mm. Nejvyšší úroveň se nachází na levelu 5, osádku tedy ochrání před střelami do ráže 25 mm. Zároveň by transportér měl odolat explozi 10 kg TNT.

### Výzbroj
Hlavní zbraní tohoto obrněného transportéru může být 12,7mm kulomet, 40mm granátomet, nebo 30mm kanón. Lze na něj také instalovat protitankové řízené střely TOW.

## Uživatelé
- Dánsko

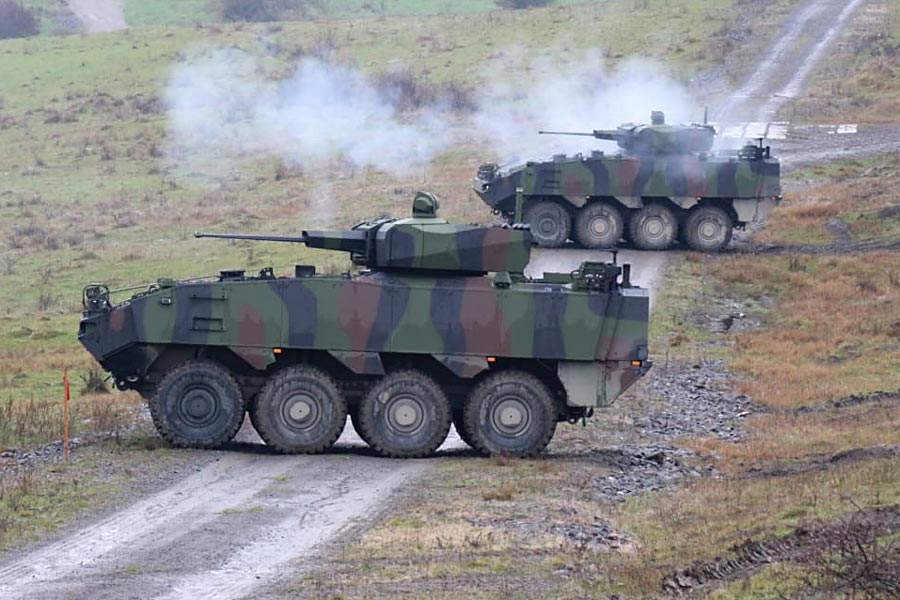
Rumunská vozidla Piranha V

  - Dánská armáda roku 2015 objednala 309 vozidel šesti verzí. Dodávky byly zahájeny roku 2018.[2]
- Monako
  - Compagnie des Carabiniers du Prince - 2 transportéry
- Rumunsko
  - Nákup vozidel Piranha V pro rumunskou armádu byl zahájen roku 2017, jako součást širší strategie náhrady původně sovětské techniky a přizpůsobení armády standardům NATO. Roku 2018 bylo objednáno až 227 vozidel. Roku 2019 byla zahájena výroba vozidel v rumunském podniku Uziny Mecanică București (UMB), tedy u strategického partnera GDELS-MOWAG.[2] Ve stejném roce byla dodána první vozidla. Do roku 2025 bylo dodáno 99 vozidel několika verzí. Roku 2025 Rumunsko informovalo o plánované akvizici dalších 150 vozidel tohoto typu.[3]
- Španělsko
  - Španělská armáda plánuje v rámci programu VBMR, jehož cílem je náhrada transportérů BMR a průzkumných vozidel VEC, odebrat až 1200 vozidel v několika variantách
  - Španělská námořní pěchota disponuje blíže nespecifikovaným počtem strojů MOWAG Piranha V, jež jsou vyzbrojeny 120mm kanóny a mají nahradit tanky M60A3 Patton.
- Švýcarsko
  - Švýcarská armáda si objednala 36 samohybných minometů Mörser 16 a 12 speciálních vozidel.